# 殷壯猷
殷壯猷（？—1654年），字鳴方，順天府豐潤縣咸寧里人，清朝軍事人物。

## 生平
殷壯猷是順治三年（1646年）的武進士探花，獲授三屯里參將，改調臨藍營。十一年（1654年），張獻忠前部下孫可望侵犯臨藍汛，他預先修築城池，訓練士兵守禦；敵軍多次戰敗，孫可望怒而全力進攻，圍困一月後不能再支撐，不久戰死。戰事平息後，順治帝嘉獎他的忠節，賜勅書褒獎，晉秩蔭拖沙喇哈番二世；知縣吳慎為他作傳，在鄉賢祠奉祀。

## 家庭
- 夫人李氏，抵擋孫可望軍隊時拿出飾物變賣犒賞士兵，丈夫戰死後和長子自刎，乾隆十年（1745年）乾隆帝下旨旌李氏節祠節孝[3]
- 長子殷文，曾通知父親援兵將來臨被斥責，父親戰死後和母親自刎[3]
- 次子殷質，父親戰死後聽從乳母躲在後院三日，避過一劫[3]

## 引用
1. 1 2  光緒《豐潤縣志·卷四》：殷壯猷，字鳴方，邑之咸寧里人，順治三年武進士第三。掣選三屯里參將，改調臨藍營。十一年，張獻忠遺寇孫可望犯臨藍汛，壯猷先期築城池，繕甲兵為守禦計，逆黨侵界屢遭敗衂，可望怒全力來攻，圍困一月有餘，勢不能支。
2. ↑  光緒《豐潤縣志·卷二》：國朝武進士 殷壯猷，順治丙戌武進士，殿試第三人，鄉試科分無考。有傳入文苑，祀忠義。……殷壯猷，順治初武進士，任湖南臨藍營參將，張獻忠遺寇孫可望犯境，力戰死。知縣吳慎有傳入文苑，祀鄉賢。
3. 1 2 3  光緒《豐潤縣志·卷四》：夫人李氏出簪珥衣飾犒軍，皆振臂呼願共死；壯猷介胄坐堂上，二子左右侍，乃呼眾諭之曰：「若輩願共死，死於寢非男子。能從我戰乎？」則曰：「諾。」長子文曰：「援兵將至，曷俟之。」壯猷曰：「嘻爾何知？見危受命，臣子大節濟，則君之靈不濟，知有死而已。吾能俯首就縛哉！」乃率眾踴躍開關冒圍，殊死戰力屈歿於陣，夫人聞變急掣劍揮二子出。二子俯泣不知所為，夫人厲聲曰：「痴兒後！殷氏不血食矣！」次子質變色作，夫人擲印與之，疾趨去。震礮雷轟，矢石填門不可出，復經故處，則母與兄皆伏劍矣。乳媼曰：「後園可匿。」遂蒼皇奔深草中伏三日得免。……乾隆十年，今上（高宗）旌李氏節祠節孝。